# Teudelapio
Teudelapio o Teodelapio (latino Teudelapius; VI secolo – 650 circa) è stato un duca longobardo, duca di Spoleto nella prima metà del VII secolo.

## Biografia
Fu uno dei figli di Faroaldo I, duca di Spoleto. A lui era succeduto Ariulfo, ma la morte di quest'ultimo, avvenuta tra il 601 e il 602, fece sorgere una contesa tra Teodelapio e suo fratello. Uscitone vincitore, Teodelapio si assicurò la successione e resse il ducato per oltre mezzo secolo, fino alla morte, che gli occorse in una data collocata tra il 650 e il 653.
Il suo regno appare peraltro privo di eventi degni di rilievo anche se poté godere di un'ampia indipendenza a causa dell'indebolimento dell'autorità regale longobarda, che attraversava a quel tempo il cosiddetto periodo dei Duchi.

## Curiosità
Ispirandosi al nome del duca longobardo, lo scultore statunitense Alexander Calder intitolò Teodelapio una sua opera in acciaio esposta nella città di Spoleto nel 1962 durante la mostra Sculture nella città.